# Rio Santa Rosa (Rio Grande do Sul)
O Rio Santa Rosa é um rio brasileiro do estado do Rio Grande do Sul, pertencente à Bacia Hidrográfica dos Rios Turvo, Santa Rosa e Santo Cristo. O Rio nasce no interior do município de Catuípe e deságua nas águas do Rio Uruguai, nas proximidades do município de Porto Mauá.  Ele banha os municípios  de Catuípe, Giruá, Independência, Santa Rosa, Três de Maio, Tuparendi, Tucunduva, Porto Mauá e Novo Machado. Tem aproximadamente 300 quilômetros de extensão. Seus principais afluentes são o Rio Quaraim, Rio Morangueira, Lajeado Tigre, Rio Pessegueirinho, Lajeado Rocinha, Lajeado Guerrilha, Lajeado Tucunduva e Lajeado Limoeiro. 

## Situação Ambiental
Hoje encontra-se muito degradado e poluído. Suas nascentes estão bastante desprotegidas de mata nativa, sendo que em uma delas há um açude particular. Suas margens raramente ultrapassam 50 metros de mata nativa, sendo comum matas entre 10 e 20 metros de largura. A vegetação ciliar do rio, mesmo que desgastada, é grande parte tomada por Árvores Sarandi.

## Geração de Energia
O Rio Santa Rosa é utilizado para a geração de energia, possuindo três usinas hidrelétricas no seu leito, que se localizam na divisa entre os municípios de Três de Maio e  Santa Rosa. Sao elas: UHE Santa Rosa, da concessionária CEEE, PCH Santo Antônio, da concessionária Coperluz e PCH Bela União, também da concessionária Coperluz. 

## Turismo
Seu principal ponto turístico é a Cascata do Rio Santa Rosa, localizada nas proximidades da UHE Santa Rosa, no divisa entre os municípios de Três de Maio e Santa Rosa.